# Gemetselde put

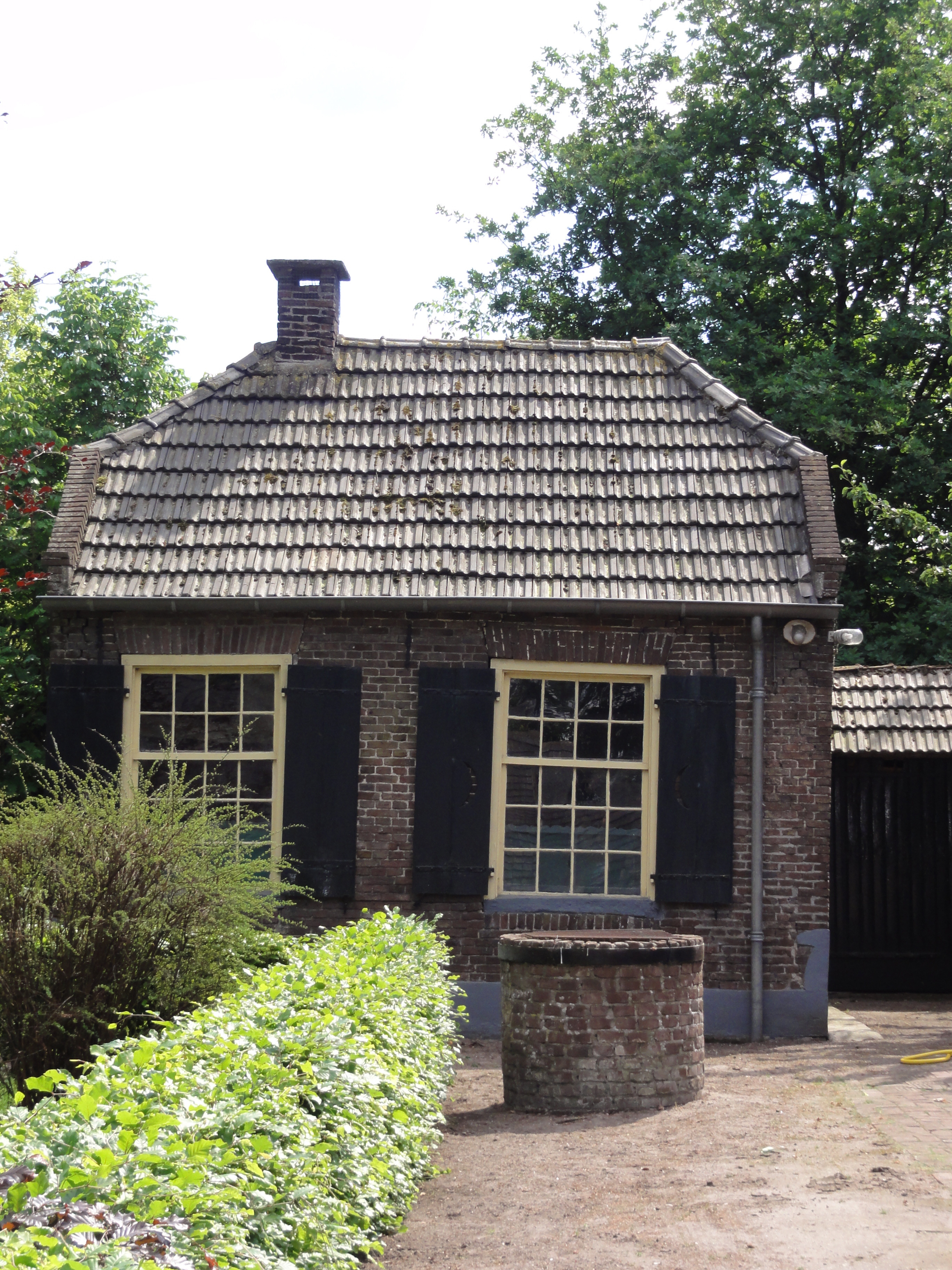
Bakhuis met er voor een gemetselde waterput

Een gemetselde put is een type waterput waarvan de binnenbekleding bestaat uit aan elkaar gemetselde bakstenen die een beetje taps kunnen toelopen indien het een ronde put betreft. Het gewelf dat hierdoor ontstaat kan een hoge druk weerstaan. Deze methode is geschikt voor de aanleg van putten van aanzienlijke diepte.
Het water uit een dergelijke put kan omhoog worden gehaald met behulp van een katrol of met behulp van een hefboom.
Omstreeks 1900 kwamen waterpompen met hengsel in zwang, die enige decennia later werden vervangen door de waterleiding.
Voor waterputten werd uiteindelijk ook beton als binnenbekleding gebruikt.